# 杜阿拉—恩康桑巴铁路
杜阿拉—恩康桑巴铁路（法語：Ligne de Douala à Nkongsamba），是喀麦隆的一條從滨海区杜阿拉通往恩康桑巴的米軌鐵路，全長160千米。路線於德意志帝国统治时期1906年开始铺设，并最终于1911年通车。

## 历史
德意志帝国在19世纪后期占领喀麥隆後，为了输送当地的经济作物及矿产原料，同时维护自身殖民统治，德国遂于1900年开始研议修筑从喀麦隆首府杜阿拉北郊的博纳贝里直达内陆地区的铁路，随后，殖民政府开始勘测工作，並於1905年成立了喀麦隆铁路公司（Kamerun-Eisenbahngesellschaft），并于1906年开始修筑，由於施工環境惡劣，德国人對非洲气候的不适应，工程进度缓慢:70-72。1909年8月，该铁路的第一段89公里的路线通车，自此喀麦隆开始拥有铁路运输。1911年4月24日，铁路全线通车至恩康桑巴，并于当年5月24日举行了隆重的开通仪式，德属喀麦隆总督亦参加了开通式:73-74。
1955年，连接杜阿拉与博纳贝里的武里河大桥通车，成功连接了该铁路线与杜阿拉—恩冈代雷铁路:58。1999年，喀麦隆政府将国营铁路管理公司私有化，该铁路随即开始由喀麦隆铁路公司运营。

## 现况
杜阿拉—恩康桑巴鐵路的路線大致呈西南東北走向，發自杜阿拉貝桑格站，在姆邦加分岔出前往昆巴及恩康桑巴的铁路，其中前往恩康桑巴的分岔线已经停运，而前往昆巴的分岔线仍有列車往来。